# Pompeu Cotonat i Garcia
Pompeu Cotonat i Garcia (Igualada, 29 de setembre de 1920, Igualada, 15 de juliol de 2014) era un metge i escriptor igualadí. També va ser conegut pel diminutiu de Peius.
Va fer els estudis de batxillerat entre Lleida i Igualada. Va combatre als 17 anys a la Guerra Civil Espanyola amb la lleva del biberó. El 1942 va ingressar a la Universitat de Barcelona on va estudiar ciències exactes i medicina, especialitzant-se en anestesiologia, completant estudis a Dinamarca (1958). El 1961 va allistar-se a la ONUC (Operació de les Nacions Unides al Congo) en qualitat de metge, país que ja no abandonarà fins a la retirada dels cascos blaus (1964).
Els anys 1972 i 1974 va realitzar sengles estades a Angola i a Libèria impartint cursos de formació en anestesiologia. Va atènyer la jubilació als 66 anys i va aprofitar per agrupar records africans que es condensen en tres llibres de caràcter i titulació desigual: “L'Àfrica Central”, “Perfils Equatorials” i l'actual “Congo, guerra, riquesa i misèria”.
Va escriure altres obres com “La Unió Europea i el Tractat de Maestrich” (1993) i “Segle XX: les guerres oblidades” (2004). A partir del 2001 va començar col·laborar en un periòdic local “L'Enllaç” on tenia reservada una columna que tracta temes d'actualitat internacional.

## Obra publicada
- Cotonat Garcia, Pompeu «Aspectos de la práctica de la anestesiología en Coquilhatville (Rep. del Congo)». Anales de medicina. Cirugía [Barcelona], 51, 1965, p. 350-360. ISSN: 2013-8377.
- Cotonat Garcia, Pompeu. L'Àfrica Central.[Enllaç no actiu]
- Cotonat Garcia, Pompeu. Perfils equatorials.[Enllaç no actiu]
- Cotonat Garcia, Pompeu. La Unió Europea i el Tractat de Maastricht, 1994, p. 168 p.
- Cotonat Garcia, Pompeu. Voleu saber més?, 1995, p. 466 p.
- Cotonat Garcia, Pompeu. Segle XX, les guerres oblidades, 2004.[Enllaç no actiu]
- Cotonat Garcia, Pompeu. Congo, guerra, riquesa i misèria.  Barcelona: Editorial La Plana, Desembre 2009.